# Рубенс, Альберт
Альберт Рубенс (нидерл. Albert Rubens; 5 июня 1614, Антверпен, Брабант — 1 октября 1657, Брюссель) — старший сын известного художника Питера Пауля Рубенса и Изабеллы Брант. Филолог и историк. Глава тайного совета Габсбургских Нидерландов.

## Биография

### Рождение
Альберт Рубенс родился 5 июня 1614 года в семье фламандского живописца Питера Пауля Рубенса и его первой жены Изабеллы Брант. Его крёстным отцом стал штатгальтер Альбрехт VII Австрийский.

### Юность
Альберт получил образование в августинской школе. Его учителем был друг отца, филолог Гаспар Гевартус. В школе он изучал философию, нумизматику и античную литературу. В 1627 году стал самым молодым поэтом Антверпена. Одно из его стихотворений об античных монетах было опубликовано в книге Якоба де Би, изданной в 1627 году и посвящённой собранию старинных монет Шарля де Кроя. Благодаря отцу Альберт познакомился с известными учёными своего времени, в том числе с французским археологом Николя-Клодом Фабри де Пейреском.

### Член тайного совета
Когда в 1630 году Питер Пауль Рубенс стал послом в Англии, король Испании и Португалии Филипп IV и III назначил его сына Альберта главой тайного совета Габсбургских Нидерландов, на тот момент принадлежавших Испании (см. статью «Испанская империя»). Он вступил в эту должность 15 июня, но в действительности начал занимать её только после смерти отца в 1640 году. Перспектива будущей оплачиваемой работы в качестве государственного чиновника позволила Альберту продолжить учёбу и писать на различные научные темы. Он также предпринял обязательную поездку в Италию и побывал в Венеции в 1634 году.

### Смерть
Альберт Рубенс скончался 1 октября 1657 года в возрасте 43 лет от горя, так как потерял своего сына (см. ниже). Вместе с женой был похоронен в церкви Святого Иакова в Антверпене. Его двоих детей взял на воспитание их двоюродный дядя — клерк Филипп Рубенс.

## Труды

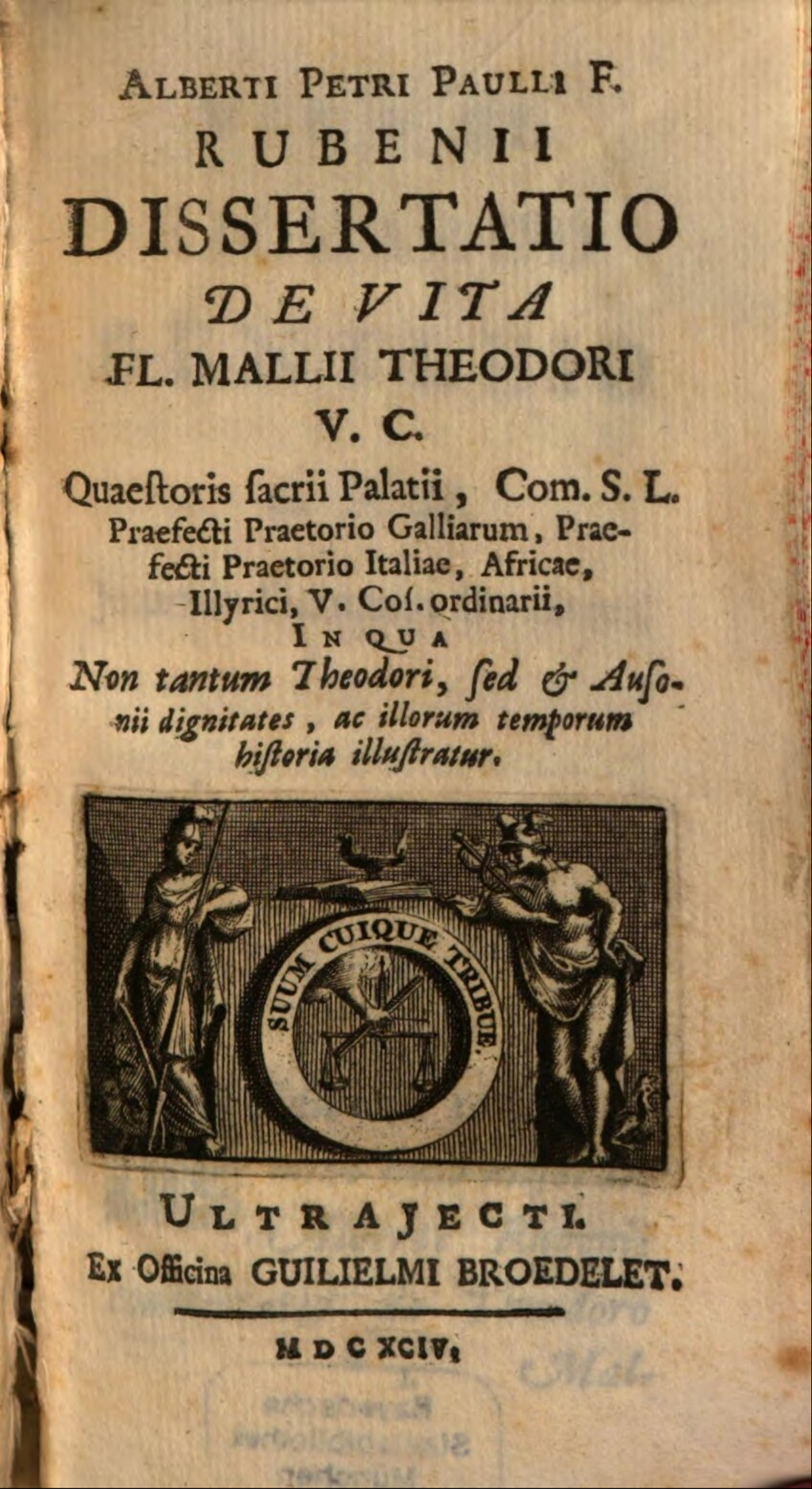
Титульный лист сочинения Dissertatio de vita Fl. Mallii Tbeodori. 1694

На момент своей смерти Альберт оставил ряд сочинений, некоторые из них в законченном виде, другие незавершённые. Сборник его очерков был посмертно отредактирован немецким учёным Иоганном Георгом Гревиусом и опубликован в 1665 году Бальтазаром Моретусом в Антверпене. Он содержал три складных вклейки и девять гравюр, из которых семь были выгравированы по эскизам его отца. В книгу вошли эссе Альберта Рубенса о Гемме Августа и Гемме Тибериана. В своей интерпретации Геммы Тибериана он опирался на переписку между своим отцом и де Пейреском. Эта книга высоко ценилась вплоть до XVIII века. Гревиус также включил в неё написанные Альбертом фрагменты его собственных публикаций: обличительную речь De urbibus Neocoris diatribe и Dissertatio de Nummo Augusti cuius epigraphe, а также Dissertatio de Natali die Caesaris Augusti и Epistolae tres ad Clarissimum virum Gothifredum Wendelinum.
В 1694 году Гревиус отредактировал и опубликовал Dissertatio de Vita Fl. Mallii Theodori Альберта Рубенса, в которой описывается жизнь римского императора Феодосия Великого и его сыновей и приводятся текстовые источники. Эта книга была признана очень важной и была переиздана в 1754 году с чрезвычайно хвалебной рецензией.
Опись коллекции драгоценных камней и камей Альберта Рубенса была составлена в двух экземплярах Жан-Жаком Шиффле (копия хранится в муниципальной библиотеке Безансона). Его драгоценные камни включали камеи с изображениями богини Луны и святого Иосифа, а также камень с изображением Аква-Вирго. Его коллекция монет была невелика и включала серебряные и бронзовые монеты.

## Семья

### Родители
- Отец: художник Ренессанса Питер Пауль Рубенс.
- Мать: Изабелла Брант, первая жена художника, изображённая на четырёх портретах.

### Брак и дети
- 3 января 1641 года Альберт Рубенс женился на Кларе Монте-и-Фаурмент, племяннице Деодата де Монте (друга отца Альберта) по отцу и Елены Фаурмент (мачехи Альберта) по матери. Дети:
- Альберт II Рубенс (1641—1654), умер от укуса бешеной собаки
- Изабелла Бернет (род. 1641), жена дворянина Марка Бернета
- Констанция Оттигнес (1643—1681)

Через свою вторую дочь Альберт Рубенс является предком министра обороны Бельгии Амеди де Файи (в 6-м поколении) и Стефании де Лануа (в 11-м поколении).